# Wonersh
Wonersh is een civil parish in het bestuurlijke gebied Waverley, in het Engelse graafschap Surrey met 3.297 inwoners.

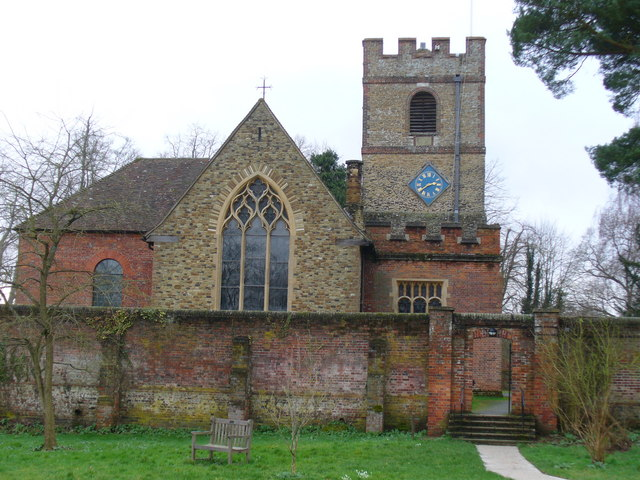
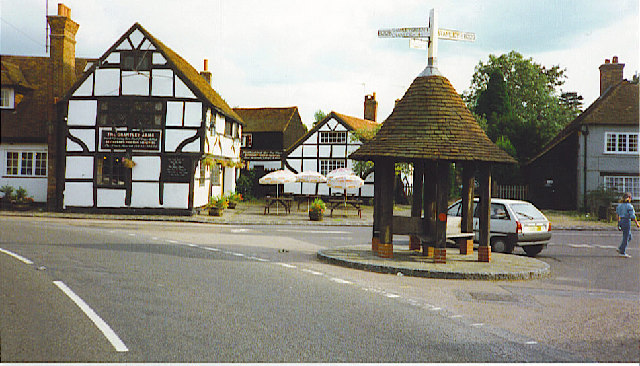
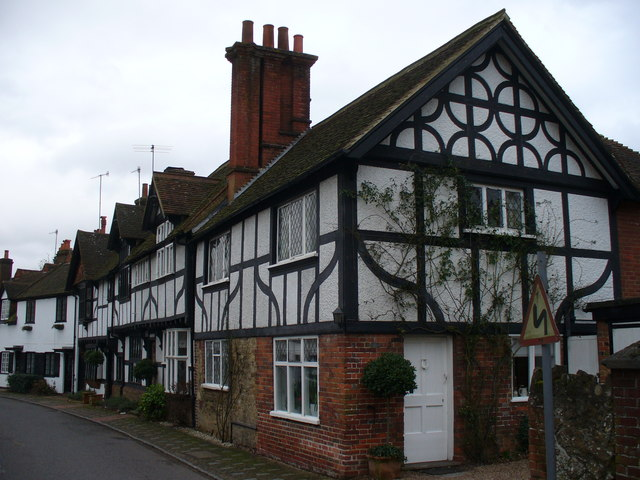
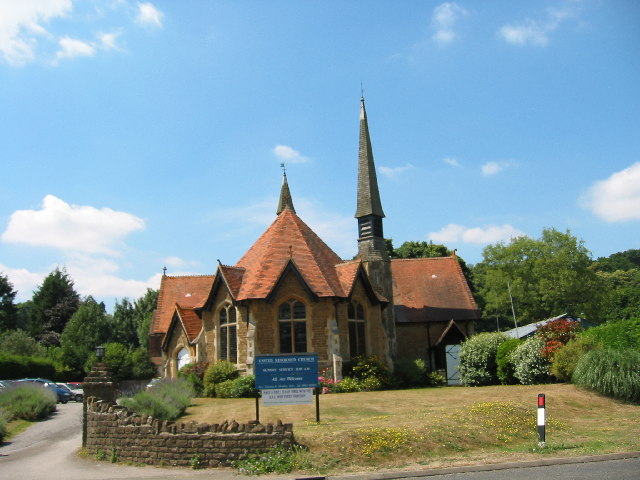
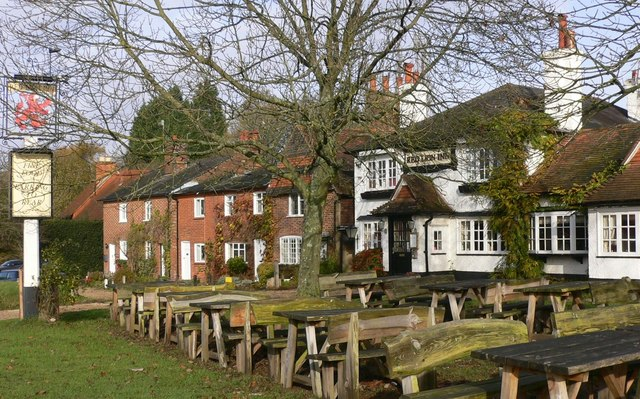
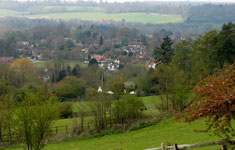